# Paleis van de graven van Provence (Brignoles)

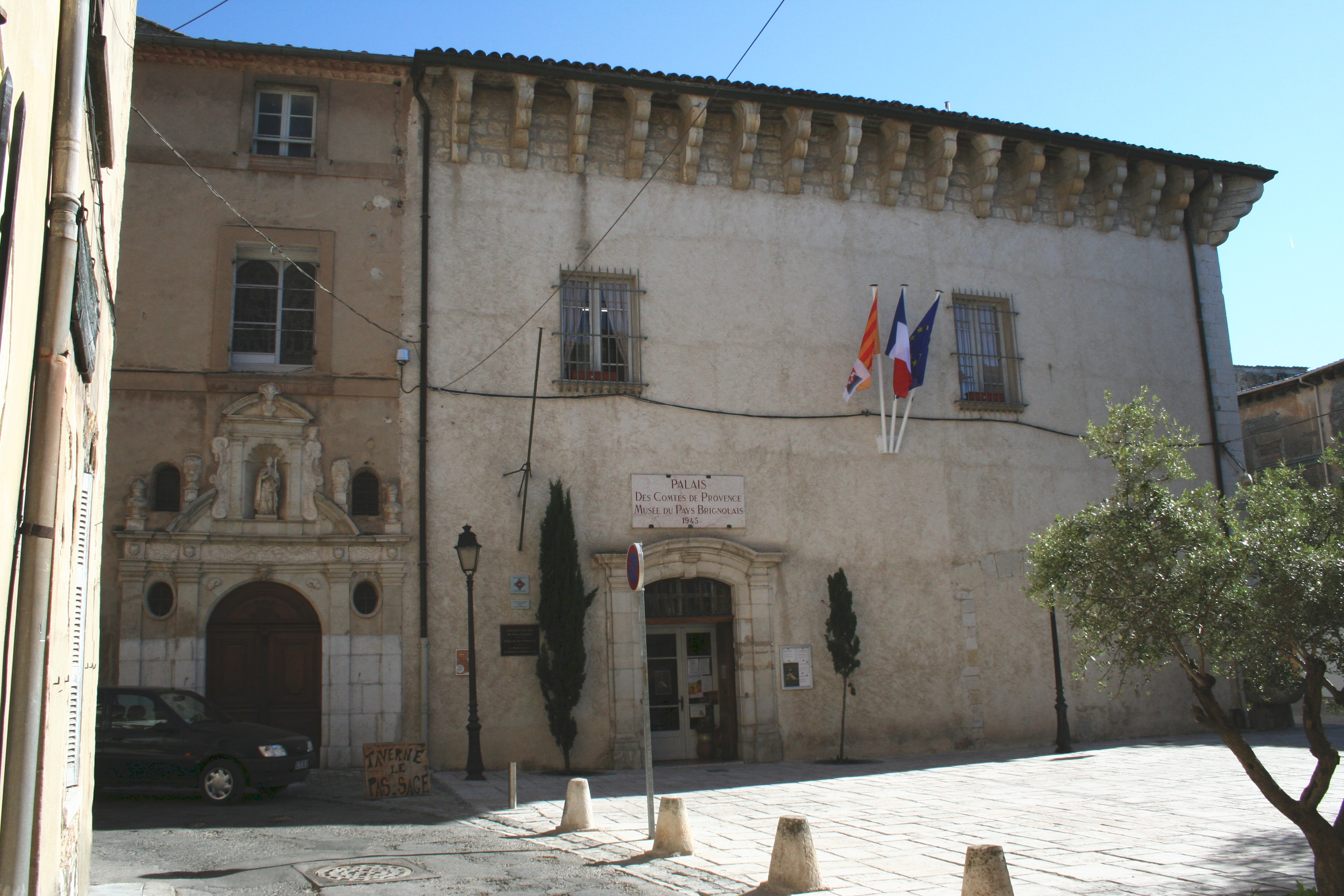
Paleis van de graven van Provence

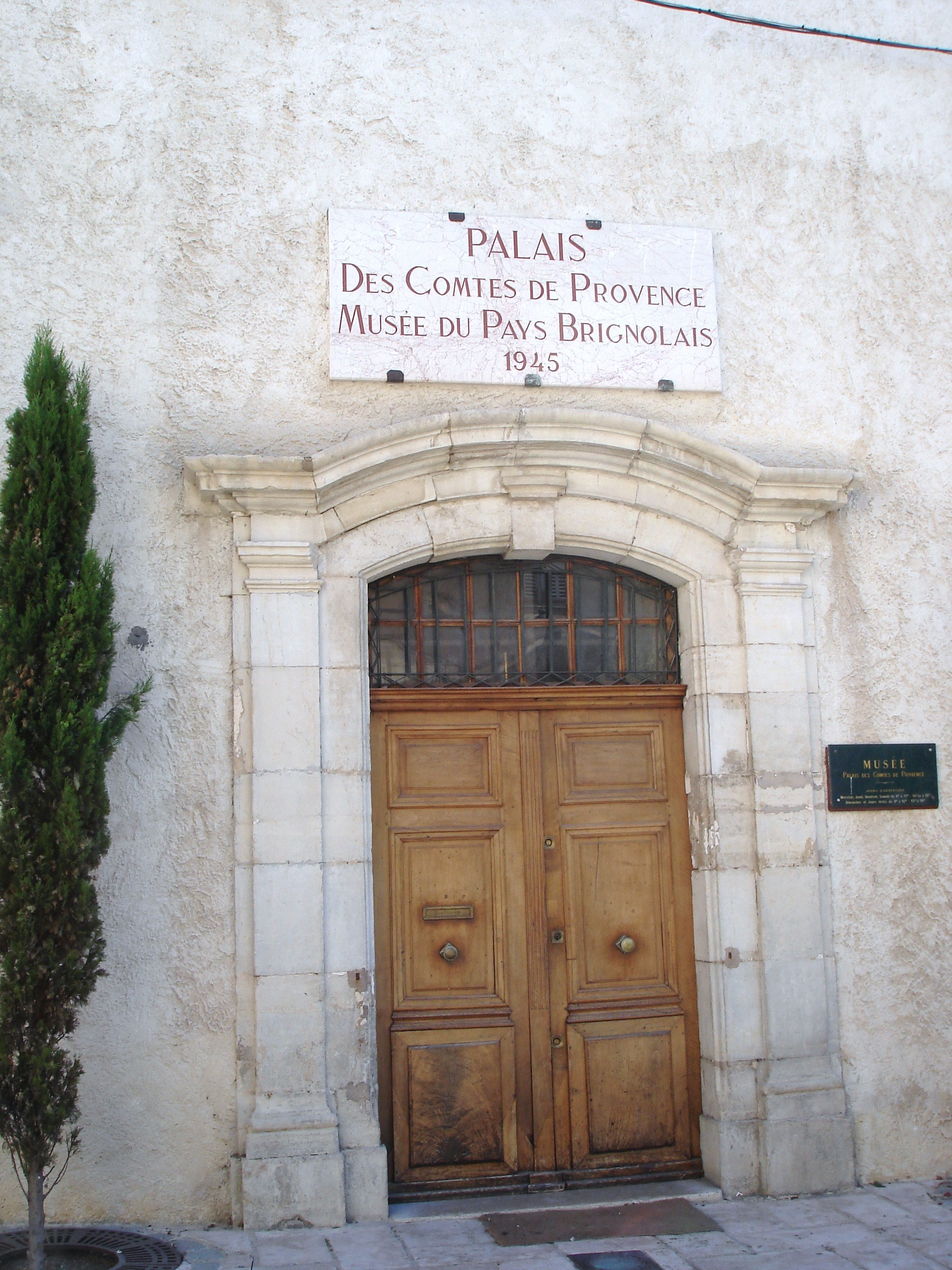
Toegangsdeur

Het Paleis van de graven van Provence (Frans: Palais des comtes de Provence) is een voormalige residentie van de graven van Provence in de Franse stad Brignoles (Var). Het 13e-eeuwse gebouw kreeg later verschillende bestemmingen en herbergt sinds 1945 een streekmuseum. Het museum is gelegen aan het plein Place des Comtes de Provence.

## Geschiedenis
In de 11e eeuw bouwden de graven van Provence een kasteel met toren als onderdeel van de stadsmuur van Brignoles. Dit kasteel was gelegen op het hoogste punt van de stad en de zuidelijke kasteelmuur was ook stadsmuur. Aan het begin van de 13e eeuw kwam de heerschappij over de stad in handen van de graven van Provence en zij lieten tussen 1264 en 1297 het kasteel ombouwen tot een paleis. Het paleis deed dienst als zomerresidentie en verschillende vrouwen uit het grafelijk huis bevielen hier. De heilige Lodewijk van Toulouse uit het huis Anjou stierf in 1297 in het paleis in Brignoles. Na 1470 deed het paleis niet meer dienst als grafelijke residentie.
Tussen 1416 en 1631 kwam het Parlement van Provence regelmatig samen in het paleis en in het bijzonder in 1502 en 1506 had het Parlement hier zitting terwijl Aix-en-Provence geteisterd werd door de pest. Vanaf 1512 deed het paleis ook dienst als stadhuis en als school. In 1580 nam de Rekenkamer van Provence er haar intrek. Hiervoor werd een speciale audiëntiezaal gebouwd boven de kapel van het paleis.
In 1791 werd het gelijkvloers gebruikt als rechtbank en werden op de verdiepingen soldaten gelegerd. Tussen 1795 en 1798 was de prefectuur van het departement Var gevestigd in het paleis. Daarna deed het paleis opnieuw als rechtbank tot in 1842 de onderprefectuur van het arrondissement erin werd ondergebracht. In 1920 verhuisden de dienst van de onderprefectuur en werd het paleis gebruikt door het Rode Kruis. In 1945 werd het Musée des Comtes de Provence erin ondergebracht.

## Museum
Het Musée des Comtes de Provence of Musée du Pays Brignolais heeft een collectie van lokale Provençaalse kunst en populaire cultuur. Het topstuk van het museum is de sarcofaag van La Gayolle, een vroeg-christelijke sarcofaag uit de 3e eeuw. Ook is er een zaal met werken van de schildersfamilie Parrocel.

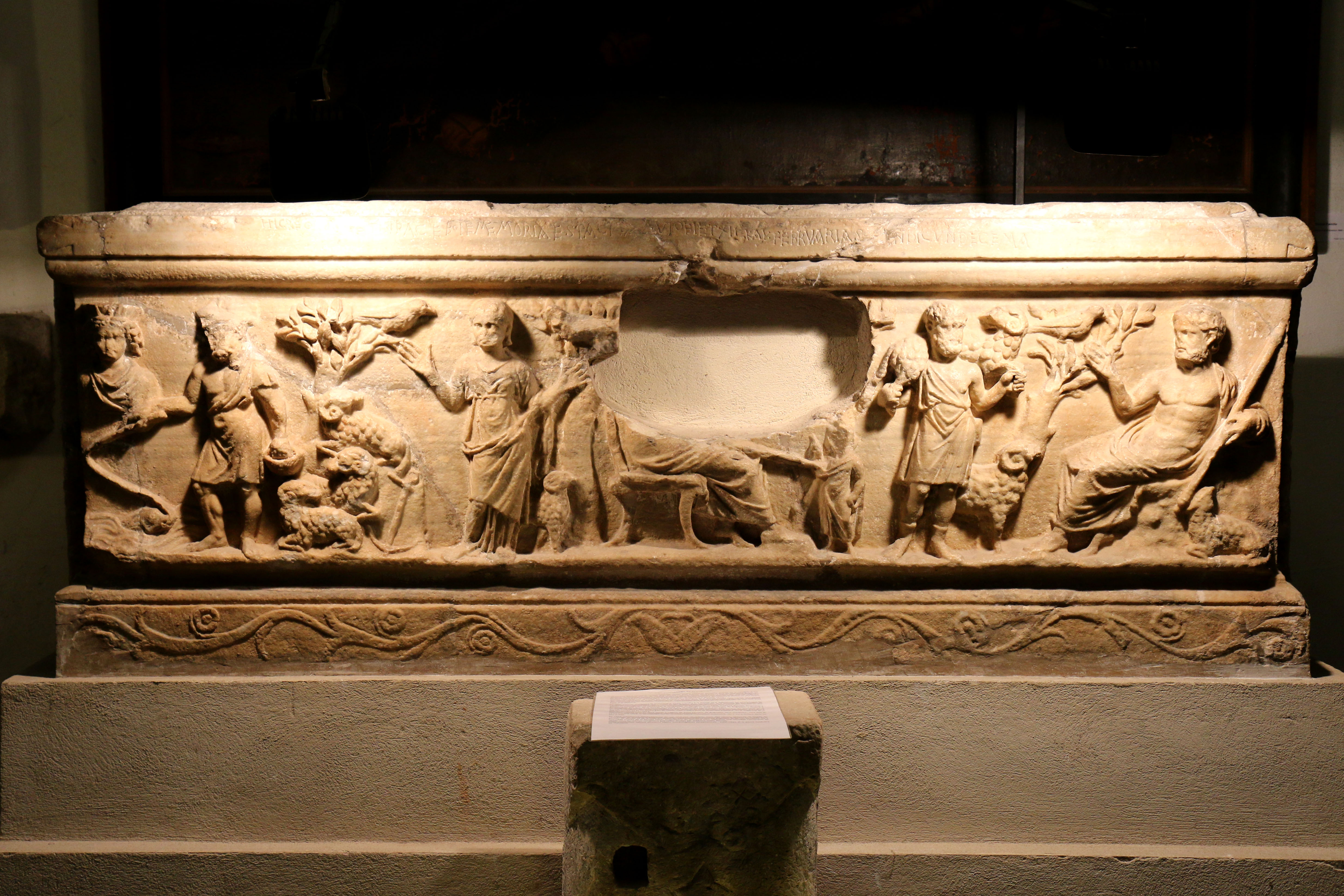
De sarcofaag van La Gayolle
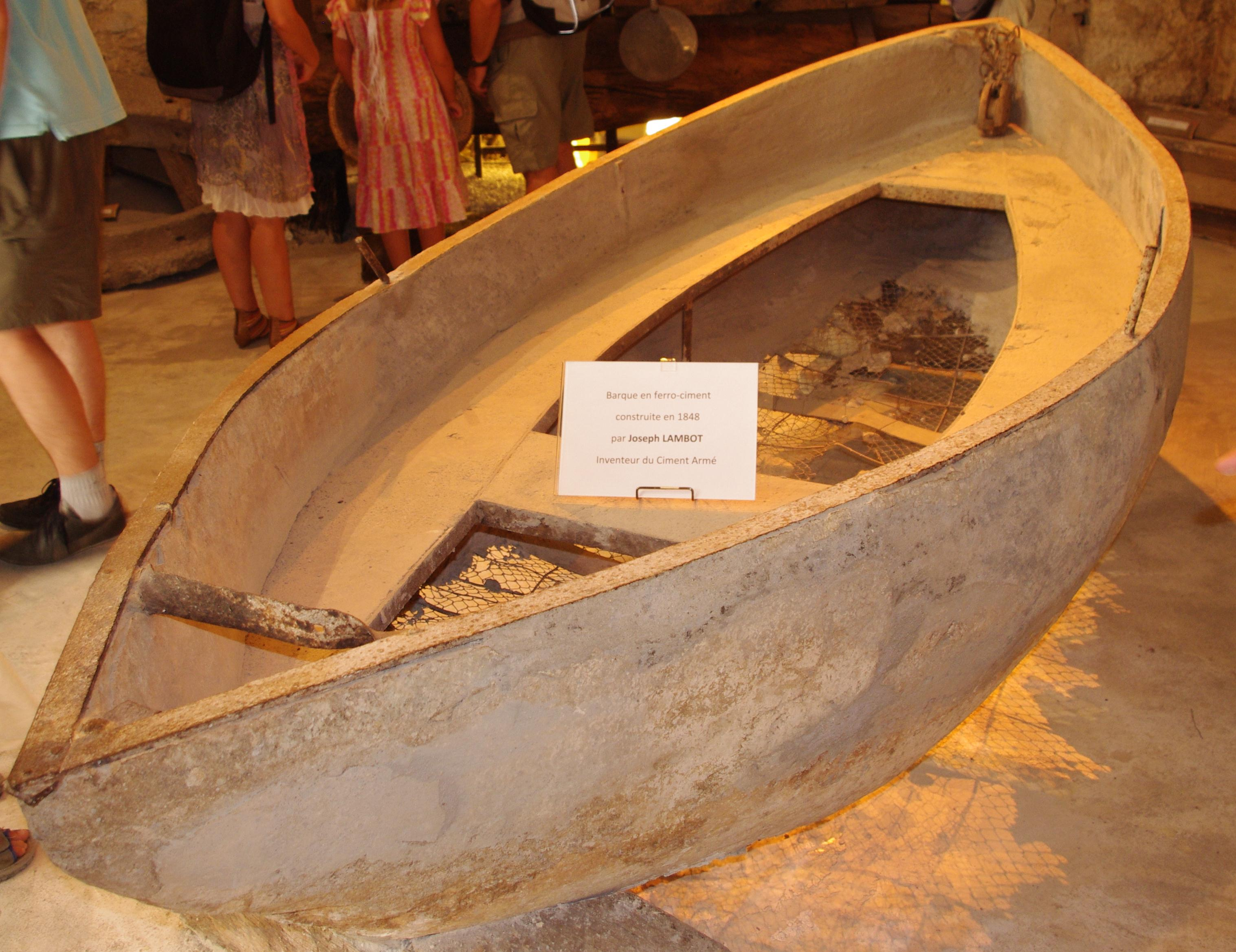
Betonnen boot van Lambot
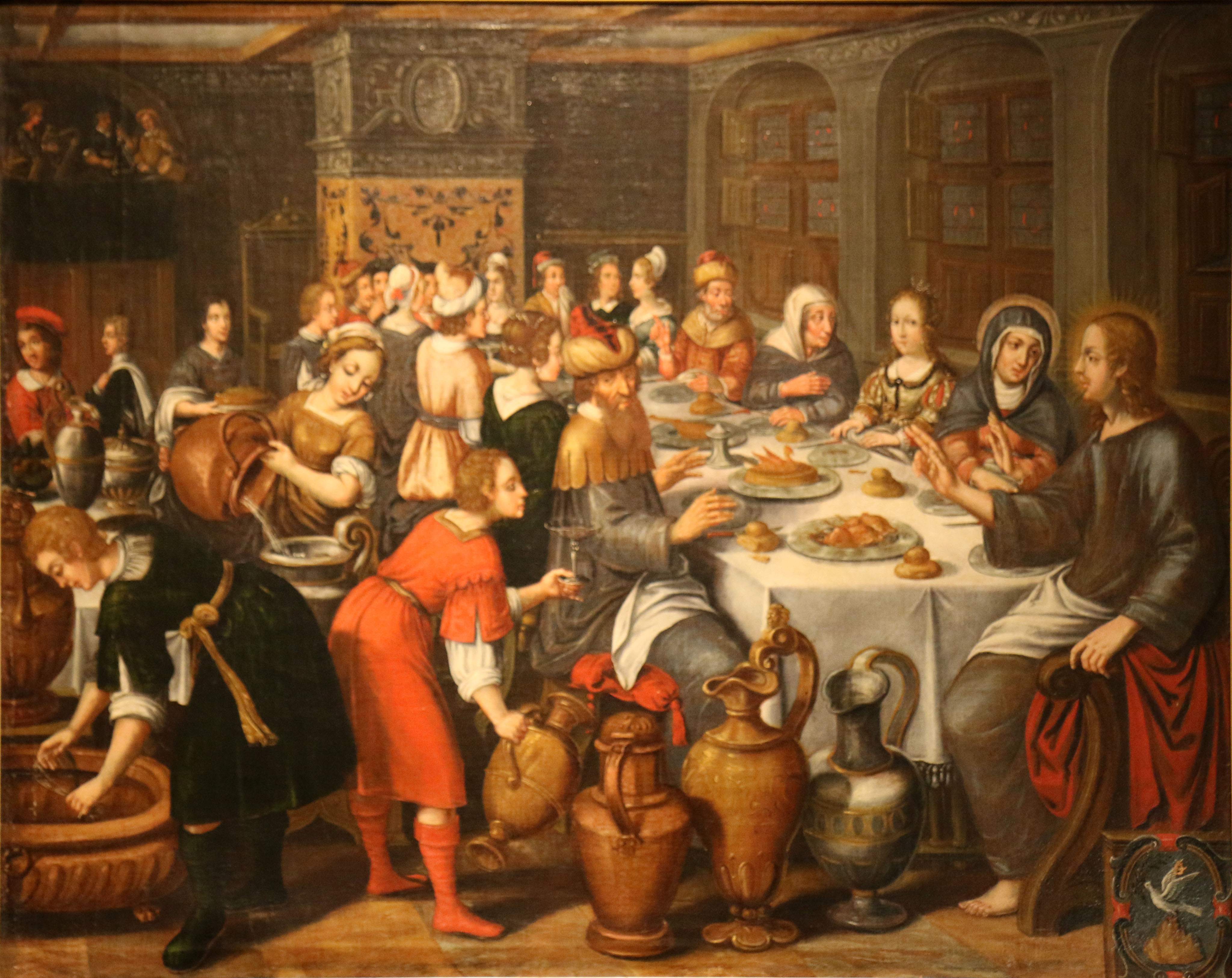
Bruiloft te Kana (Barthélemy Parrocel)